# دولاژ دی۱۲
دولاژ دی۱۲ (به انگلیسی: Delage D12) یک خودروی اسپورت هیبریدی است که توسط خودروساز فرانسوی دولاژ از سال ۲۰۲۲ تولید شده‌است.